# شکارچیان پوست سر
شکارچیان پوست سر (به انگلیسی: The Scalphunters) فیلمی وسترن محصول سال ۱۹۶۸ آمریکا به کارگردانی سیدنی پولاک با بازی برت لنکستر، اوسی دیویس و تلی ساوالاس است و موسیقی آن توسط المر برنستاین ساخته شد. دیویس برای بازی در این فیلم نامزد دریافت جایزه گلدن گلوب بهترین بازیگر نقش مکمل مرد شد. فیلمبرداری اثر در پارک ملی سیرا د گانرگانوس در شهر سامبریرتی، مکزیک انجام شد.